# Karl-Erik Nilsson (Ringer)
Karl-Erik Nilsson (* 4. Januar 1922 in Stehag, Eslöv; † 14. Dezember 2017) war ein schwedischer Ringer. Er war Olympiasieger 1948 in London.

## Werdegang
Karl-Erik Nilsson begann als Jugendlicher in Malmö mit dem Ringen. Als Mitglied des Ringervereins GAK „Enighet“ Malmö entwickelte er sich zu einem Könner im griechisch-römischen Stil. Als Angehöriger des Geburtsjahrganges 1922 musste er allerdings wegen des Zweiten Weltkrieges bis 1948 warten, bis er zu einem ersten Einsatz bei einer internationalen Meisterschaft, den Olympischen Spielen in London, kam. Von den Trainern Robert Oksa und Rudolf Svedberg hervorragend vorbereitet, gelang ihm dort mit sechs Siegen der Gewinn der Goldmedaille im griechisch-römischen Stil im Halbschwergewicht.
1949 weilte Karl-Erik Nilsson mit seinem Verein auf einer Wettkampfreise in Deutschland. Die deutschen Sportler waren seit Kriegsende international geächtet und durften bei keinen internationalen Meisterschaften starten. Den schwedischen Ringern aus Malmö um Karl-Erik Nilsson war es deshalb hoch anzurechnen, dass sie zu den ersten ausländischen Sportlern gehörten, die den deutschen Ringern wieder die Hand zur Versöhnung und zum sportlichen Wettkampf reichten. Nilsson traf bei dieser Reise u. a. dreimal auf den deutschen Meister Max Leichter aus Eckenheim und gewann alle drei Begegnungen.
1950 fanden nach 28-jähriger Pause in Stockholm erstmals wieder Weltmeisterschaften im griechisch-römischen Stil statt. Nilsson startete dabei im Halbschwergewicht als Favorit, enttäuschte aber, denn er verlor nach drei Siegen gegen den Ungarn Gyula Kovács und kam nur auf den 4. Platz.
Bei der zweiten Teilnahme an Olympischen Spielen 1952 in Helsinki gewann Nilsson mit drei Siegen und zwei Niederlagen die Bronzemedaille. Besiegt wurde er von Schalwa Tschikladse aus der Sowjetunion und Kelpo Gröndahl aus Finnland, der auch Olympiasieger wurde.
Bei der Weltmeisterschaft 1953 in Neapel gelangen Nilsson im Halbschwergewicht zunächst zwei Siege über schwere Gegner, nämlich Adelmo Bulgarelli aus Italien und August Englas, dem aus Estland stammenden sowjetischen Meister. In seinem dritten Kampf unterlag er aber seinem alten Rivalen Kelpo Gröndahl, schied dadurch aus und kam nur auf den 7. Platz. Den WM-Titel gewann August Englas vor Kelpo Gröndahl.
Eine Medaille gewann Nilsson dann wieder bei der Weltmeisterschaft 1955 im griechisch-römischen Stil in Karlsruhe. Er hatte dabei sieben Kämpfe zu bestreiten, wovon er fünf gewann. Niederlagen musste er gegen Veikko Lahti aus Finnland und Walentin Nikolajew aus der Sowjetunion einstecken.
Zum Abschluss seiner so erfolgreichen Laufbahn gewann Nilsson bei den Olympischen Spielen 1956 in Melbourne schließlich noch einmal eine Bronzemedaille. Er nahm an Veikko Lahti Revanche für seine Niederlage in Karlsruhe und unterlag nur Petko Sirakow aus Bulgarien und Walentin Nikolajew.

## Internationale Erfolge
| Jahr | Platz  | Wettbewerb      | Gewichtsklasse | Ergebnisse |
| 1948 | Gold   | OS in London    | Halbschwer     | mit Siegen über Kenneth Richmond, Großbritannien, Ibrahim Orabi, Ägypten, Erling Lauridsen, Dänemark, Mustafa Çakmak, Türkei, Gyula Kovács, Ungarn und Kelpo Gröndahl, Finnland                                              |
| 1950 | 4.     | WM in Stockholm | Halbschwer     | mit Siegen über Umberto Silvestri, Italien, Michel Davidovici, Frankreich und Muharrem Candaş, Türkei und einer Niederlage gegen Gyula Kovacs                                                                                |
| 1952 | Bronze | OS in Helsinki  | Halbschwer     | mit Siegen über Michel Scaf, Libanon, Ovidu Forai, Rumänien und Gyula Kovács und Niederlagen gegen Schalwa Tschikladse, Sowjetunion und Kelpo Gröndahl                                                                       |
| 1953 | 7.     | WM in Neapel    | Halbschwer     | mit Siegen über August Englas, UdSSR und Adelmo Bulgarelli, Italien und einer Niederlage gegen Kelpo Gröndahl |
| 1955 | 3.     | WM in Karlsruhe | Halbschwer     | mit Siegen über Johannes Janssens, Belgien, Josef Schummer, Luxemburg, Herbert Albrecht, DDR, Adelmo Bulgarelli und Hermann Karstens, Niederlande und Niederlagen gegen Veikko Lahti, Finnland und Walentin Nikolajew, UdSSR |
| 1956 | Bronze | OS in Melbourne | Halbschwer     | mit Siegen über Eugen Wiesberger, Österreich, Robert Steckle, Kanada und Veikko Lahti und Niederlagen gegen Petko Sirakow, Bulgarien und Walentin Nikolajew                                                                  |

## Wichtigste Länderkämpfe
- 1951, Schweden gegen Deutschland, GR, Hs, Punktsieger über Max Leichter,
- 1952, Deutschland gegen Schweden, GR, Hs, Punktsieger über Max Leichter,
- 1953, Schweden gegen Türkei, GR, Hs, Punktsieger über Haydar Zafer,
- 1954, Schweden gegen UdSSR, GR, Hs, Schulterniederlage gegen O. Kandelaki,
- 1954, Schweden gegen UdSSR, F, Hs, Punktniederlage gegen Boris Kulajew,
- 1955, UdSSR gegen Schweden, GR, Hs, Punktniederlage gegen Walentin Nikolajew,
- 1955, UdSSR gegen Schweden, GR, Hs, Punktniederlage gegen Arkadi Tkatschow,
- 1955, Türkei gegen Schweden, GR, Hs, Punktsieg über Haydar Zafer,
- 1956, Schweden gegen UdSSR, GR, Hs, Punktniederlage gegen Arkadi Tkatschow

## Schwedische Meisterschaften
Karl-Erik Nilsson wurde siebenmal schwedischer Meister im griechisch-römischen Stil im Halbschwergewicht
Erläuterungen
- alle Wettkämpfe im griechisch-römischen Stil
- OS = Olympische Spiele, WM = Weltmeisterschaft
- Halbschwergewicht, damals bis 87 kg Körpergewicht